# Cynthia Cooper
Pour les articles homonymes, voir Cooper.
Cynthia Cooper, née le 14 avril 1963 à Chicago, est une joueuse américaine de basket-ball. Championne olympique en 1988 à Séoul puis médaillée de bronze lors de édition suivante à Barcelone, elle est également double championne du monde, en 1990 et 1986. Elle remporte également quatre titres de champion de la WNBA, étant récompensée de manière individuelle par deux titres de meilleure joueuse de la saison en 1997 et 1998, et de quatre titres de meilleure joueuse des Finales WNBA. Elle se consacre ensuite à une carrière d'entraîneuse, débutant avec la franchise du Mercury de Phoenix.

## Biographie
Durant sa période universitaire, elle conduit son équipe des Trojans d'USC de l'Université de Californie du Sud à trois Final Four, remportant deux titres consécutifs en 1983 et 1984. 
Elle évolue ensuite pendant dix saisons en Europe d'abord en Espagne puis en Italie avec ASD Basket Parme et Sport Club Alcamo. 
Avec l'arrivée de la WNBA, elle retourne sur le sol américain. Aux côtés de Sheryl Swoopes et Tina Thompson, elle obtient quatre titres consécutifs de WNBA. Sur le plan personnel, elle est désignée meilleure joueuse, ou MVP, de la Ligue en 1997, 1998, meilleure joueuse des Finales lors des quatre titres et choisie dans le Premier cinq de la ligue durant les quatre premières saisons de la WNBA.
En 2000, elle décide de se retirer. Elle obtient le poste d'entraîneuse en chef du Mercury de Phoenix. Puis en 2003, elle retrouve les parquets pour une nouvelle saison, saison qui la voit également participer à son cinquième WNBA All Star Game.
À l'issue de cette saison, elle se retire à nouveau.
En 2013, après avoir entraîné Prairie View A&M University puis  UNC-Wilmington et les Tigers de Texas Southern, elle rejoint l'équipe où elle avait fait sa carrière universitaire, les Trojans d'USC. Pour sa première saison à la tête de cette équipe, elle conduit celle-ci au titre de la Pacific-12 Conference, obtenant ainsi sa première participation au tournoi final de la NCAA depuis 2006. Ses joueuses s'inclinent toutefois lors du premier tour, contre l'équipe du Red Storm de Saint John.
Jusqu'à son retrait en 2017, son bilan à USC est de 70-57, puis elle passe une année comme consultante sur AT&T Sports Net pour Texas Southern. En avril 2019, elle reprend les fonctions d'entraîneuse de Tigers de Texas Southern.
Elle est également l'auteur d'une biographie, She Got Game: My Personal Odyssey, décrivant sa jeunesse, sa carrière de basketteuse et la bataille de sa mère contre le cancer du sein.

## Carrière joueuse
- 1982-1986 :  Trojans d'USC (NCAA)
- 1986-1987 :  Samoa Bétera
- 1987-1994 :  ASD Basket Parme
- 1994-1996 :  Sport Club Alcamo
- 1997-2000  Comets de Houston (WNBA)
- 2003  Comets de Houston (WNBA)
- 2004  Stealth de Houston (NWBL)

## Palmarès

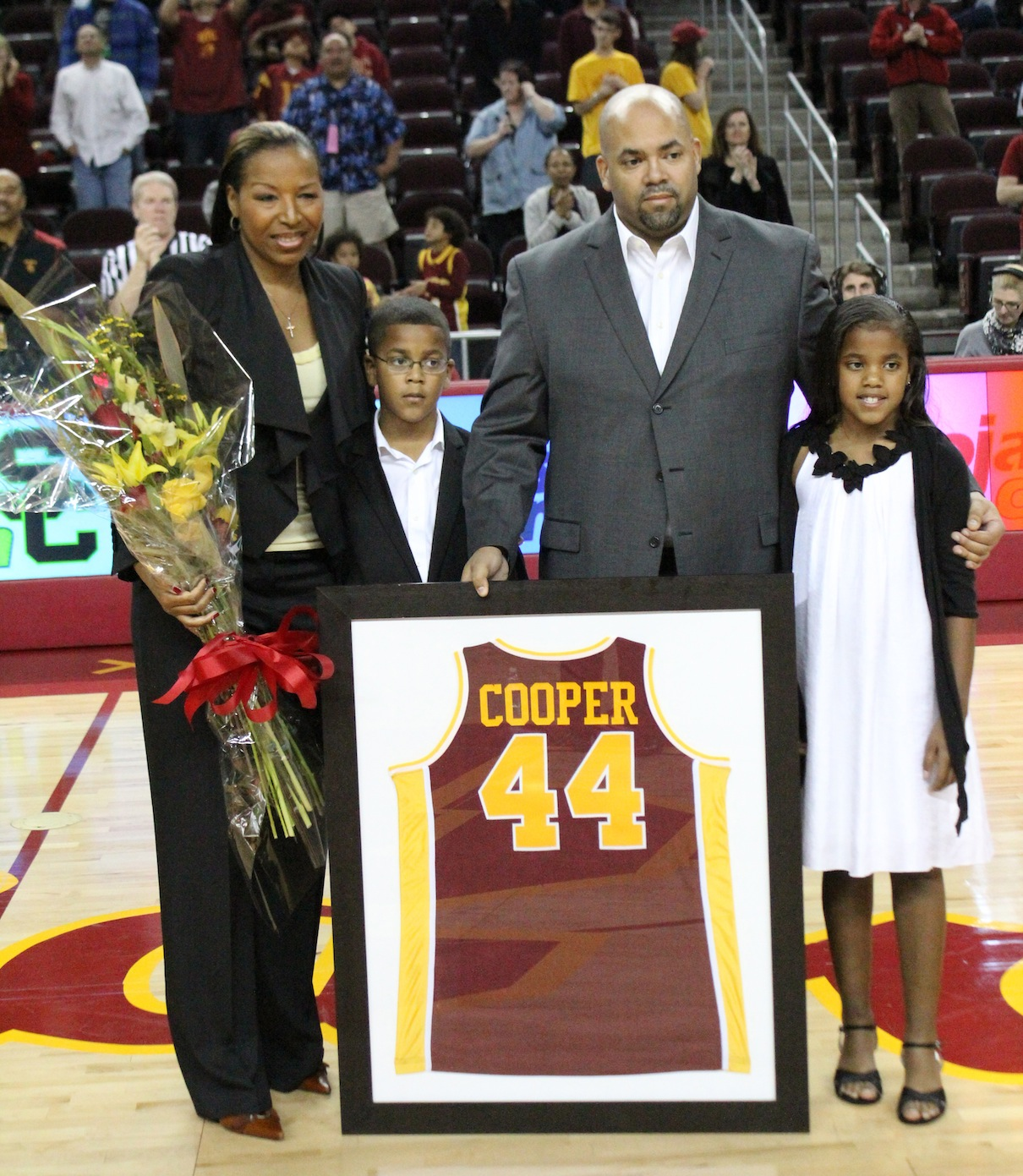
Cérémonie de retrait de son numéro à USC.

### Club
- Championne NCAA 1983, 1984
- Championne WNBA 1997, 1998, 1999, 2000
- Sélection des meilleures joueuses des 20 ans de la WNBA[4]

### Sélection nationale
- Jeux olympiques d'été
  -  Médaille d'or aux Jeux olympiques d'été de 1988 de Séoul
  -  Médaille de bronze aux Jeux olympiques d'été de 1992 de Barcelone
- Championnat du monde de basket-ball féminin
  -  Médaille d'or du Championnat du monde 1990
  -  Médaille d'or du Championnat du monde 1986
- autres
  - Médaille d'or aux Goodwill Games 1986 et 1990
  - Médaille d'or aux Jeux panaméricains 1987

### Distinctions personnelles
- MVP des finales en 1997, 1998, 1999, 2000[5]
- Choisie dans le Premier cinq de WNBA 1997, 1998, 1999, 2000
- Participation au WNBA All Star Game 1997, 1998, 1999, 2000, 2003
- MVP au All-Star Game européen en 1987
- Nommée au Basketball Hall of Fame en 2010[6].
- Meilleures joueuses des 10 ans de la WNBA[7]
- Meilleures joueuses des 15 ans de la WNBA[8]
- Meilleur cinq de la WNBA (1997, 1998, 1999, 2000)[9]

## Carrière entraîneuse

### Club
- 2001-2002 :  Mercury de Phoenix (WNBA)
- 2005-2010 : Prairie View A&M University (NCAA)
- 2010-2012 : UNC-Wilmington (NCAA)
- 2012-2013 : Tigers de Texas Southern (NCAA)
- 2013-2017 : Trojans d'USC (NCAA)
- 2019- : Tigers de Texas Southern (NCAA)